# Louis Bouyer
Louis Bouyer (Parigi, 17 febbraio 1913 – Parigi, 22 ottobre 2004) è stato un presbitero e teologo francese appartenente alla Chiesa cattolica.
Partecipò in qualità di consultore ai lavori del Concilio Vaticano II. Prima della sua conversione al Cattolicesimo nel 1939 era stato ministro luterano.
È noto per il suo contributo scientifico nell'ambito della spiritualità e la storia del Cristianesimo. Insieme all'allora cardinal Joseph Ratzinger, fu co-fondatore della rivista internazionale Communio. Fu scelto dal romano pontefice come parte del gruppo costitutivo della Commissione Teologica Internazionale nel 1969.

## Biografia[1]
Nato in una famiglia protestante di Parigi, Louis Bouyer, dopo essersi laureato alla Sorbona, inizio gli studi di teologia presso le facoltà protestanti di Teologia di Parigi e poi di Strasburgo. Fu ordinato ministro luterano nel 1936, e fu vicario della parrocchia luterana della Trinità a Parigi. Il progetto iniziale era di iniziare una tesi dottorale a Oxford, ma lo scoppio della Seconda Guerra mondiale impedì il progetto. Nel 1939, in seguito alle proprie ricerche sulla cristologia e l’ecclesiologia di Sant’Atanasio di Alessandria, Bouyer maturò la decisione di convertirsi al Cattolicesimo. Nel 1944 fu ricevuto nella Chiesa Cattolica nell’Abbazia di Saint-Wandrille (Seine-Maritime). Ricevette nello stesso anno l’ordinazione sacerdotale ed entrò nell'Oratorio di Francia, in cui rimase per tutto il resto della sua vita. Conseguì il dottorato in teologia presso l'Institut catholique de Paris nel 1945, con una tesi sulla vita di Sant’Antonio secondo Sant’Atanasio. Fu professore presso il medesimo istituto fino al 1963 e in seguito insegnò in Inghilterra, Spagna, e negli Stati Uniti. Nel 1969 scrisse il libro La decomposizione del Cattolicesimo, che presentava quelle che egli considerava essere le più importanti problematiche nella Chiesa dal punto di vista liturgico e dogmatico. Fu nominato due volte dal Papa come membro della Commissione Teologica Internazionale (1969 e 1974), e durante il Concilio Vaticano II fu consultore per l’applicazione della riforma liturgica (1964), per la Congregazione per il Culto Divino (1970), e il Segretariato per l’Unità dei Cristiani (1970). Nel 1999 ricevette il premio Cardinal Grente dell’Accademia Francese per la sua opera. Nel 1982 si ritirò nella Abbazia di Saint-Wandrille mentre continuò (fino al 1995) come visiting professor presso l'Ignatius Institute presso l’Università di San Francisco (California). Nel 1998 a causa del peggioramento della sua salute fu costretto a rinunciare al suo domicilio parigino e a trasferirsi presso le Piccole Sorelle dei Poveri di Avenue de Breteuil a Parigi, dove trascorse gli ultimi anni. Morì il 22 ottobre 2004 a Parigi, vittima del morbo di Alzheimer con cui aveva combattuto una lunga malattia. Fu sepolto nel cimitero dell’Abbazia di Saint-Wandrille.

## Scritti principali
Temi centrali:
- Le mystère pascal
- L'eucharistie
- Le trône de la Sagesse
- Le fils éternel
- Le père invisible
- Le consolateur
- Cosmos: le monde et la gloire de Dieu
- Gnosis: La connaissance de Dieu dans l'écriture
- Sophia ou le Monde en Dieu
- Participation à la revue Bible et vie chrétienne.

Ecclesiologia:
- L'Église de Dieu
- L'incarnation et l'Église corps du Christ

Liturgia:
- Le rite et l'homme, La vie de la liturgie, Architecture et liturgie.
- Dom Lambert Beauduin. Un homme d'Église, Paris, 1964.

Ecumenismo:
- Du protestantisme à l'Église, Newman sa vie sa spiritualité.

Pamphlets:
- La Décomposition du Catholicisme, Religieux et clercs contre Dieu.

Mistica:
- Vie de saint Antoine par saint Athanase
- La méditation contemplative
- Le sens de la vie monastique
- Figures mystiques féminines
- La connaissance spirituelle chez Marie de l'incarnation
- Introduction à la vie spirituelle
- La spiritualité de Cîteaux
- Le quatrième Évangile.

Altro:
- Autour d'Érasme
- La dignité et la vocation de la femme
- Les écrits de pères apostoliques
- Le sens de la vie sacerdotale
- Humain ou chrétien
- La spiritualité du Nouveau Testament
- Le culte de la mère de Dieu dans l'Église catholique
- Saint Philippe Neri
- Initiation chrétienne

Sotto lo pseudonimo di Louis Lambert pubblicò: Prélude à l'Apocalypse ou les derniers chevaliers du Graal, Limoges, Critérion, 1982.
Infine, scrisse le sue memorie autobiografiche. il dattiloscritto è stato ampiamente diffuso (fotocopiato) dagli amici, prima della pubblicazione ufficiale che ha avuto luogo nel 2014. Lo scritto rivela aneddoti interessanti su questioni delicate del periodo post-conciliare.

## Opere tradotte (in Italiano)
- Il mistero pasquale, Libreria Editrice Fiorentina (1955)
- Umano e cristiano, Morcelliana editrice, Brescia. (1959)
- Invito alla Parola di Dio, Morcelliana (1960)
- Il consolatore, San Paolo
- Il quarto Vangelo, Borla (1 gennaio 1964)
- Cattolicesimo in decomposizione, Morcelliana (1969)
- La chiesa di Dio, Cittadella (1971)
- La spiritualità protestante e anglicana. Storia della spiritualita cristiana; 5, EDB, Bologna. (1972)
- Religiosi e preti contro Dio, Rusconi (1975)
- Il Figlio Eterno, Edizioni Paoline (1977)
- Introduzione alla vita spirituale, Borla; 2 edizione (1 gennaio 1978)
- La musica di Dio: San Filippo Neri, Jaca Book (1 gennaio 1980)
- Gnosis. La conoscenza di Dio nella Scrittura, Libreria Editrice Vaticana (1 gennaio 1991)
- Breve dizionario teologico, EDB (31 marzo 1993)
- La spiritualità cistercense, Jaca Book (1 ottobre 1994)
- Tommaso Moro. Umanista e martire, Jaca Book; 2 edizione (1 gennaio 1994)
- Mysterion. Dal mistero alla mistica, Libreria Editrice Vaticana (1 gennaio 1998)
- La spiritualità dei Padri. II-V secolo: martirio, verginità, gnosi cristiana, EDB (1 gennaio 2000)
- La spiritualità dei Padri. III-VI secolo: monachesimo antico e padri, EDB (1 gennaio 2000)
- La Bibbia e il Vangelo. Il senso della Scrittura: dal Dio che parla al Dio fatto uomo, Qiqajon (1 settembre 2007)
- Architettura e liturgia, Qiqajon (1 luglio 2007)
- Il senso della vita monastica, Qiqajon (1 gennaio 2014)
- Storia della spiritualità: 3 (I Padri), EDB (1 aprile 2014)
- Storia della spiritualità: 6 (L'Ortodossia Bizantina e Russa), EDB (1 gennaio 2014)
- Storia della spiritualità: 7 (Protestantesimo e Anglicanesimo), EDB (1 aprile 2014)